# 越前玉川温泉
越前玉川温泉（えちぜんたまがわおんせん）は、福井県丹生郡越前町玉川（旧国越前国）にある温泉。

## 泉質
- 単純温泉
  - 源泉温度約27度。

## 温泉街
- 越前岬の南、国道305号線沿いに温泉街を形成している。

## アクセス
- 北陸自動車道鯖江ICから国道8号を経由して国道417号を西に越前町方面へ向かい、国道305号を北に三国町方面へ。